# 괴수

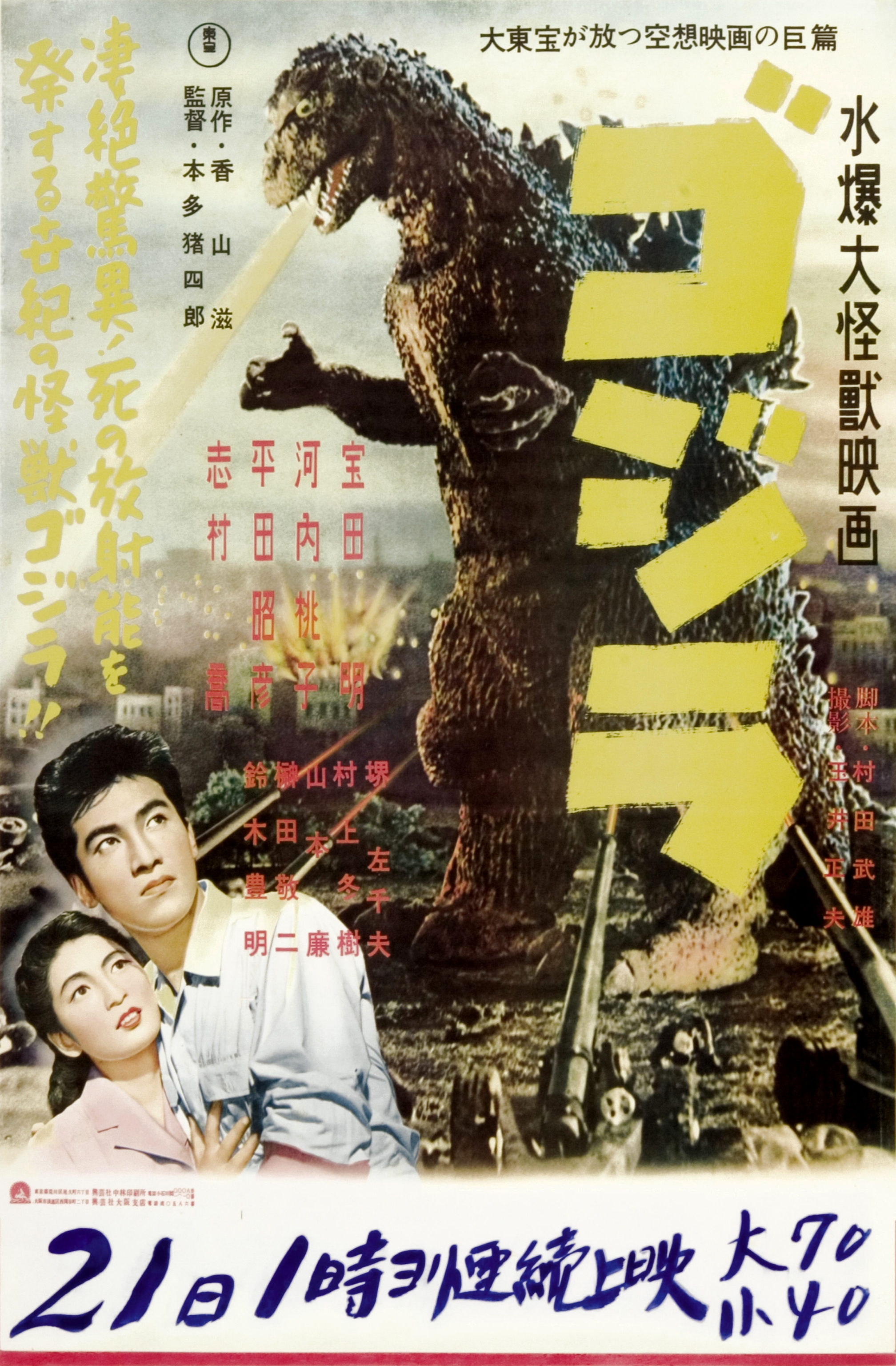
1954년 영화 고지라

괴수(怪獸, monstrous beast)는 정체 모를 이상한 동물을 의미하는 단어이다. 괴수 영화, 특촬물 등에 자주 출연하는 소재이며, 일반적으로 대도시를 공격하거나 다른 괴수와 전투를 벌이는 등의 모습으로 묘사된다. 대표적으로는 고지라와가메라와 킹콩이 있다. 현실에서는 오컬트 분야에서도 사용되는 단어로 네시, 빅풋 등이 이에 해당한다. 다양한 카이주들이나오는 (괴수) 퍼시픽 림도 이의 해당한다.
영미권에서는 이미 (Monster, 몬스터)라는 단어가 있지만 이와는 구분해서 (Kaiju, 카이주)라는 단어를 둘다 사용하기도 한다. 하지만 실제 영어에서 괴수를 뜻하는 단어는 (monstrous beast, 몬스트러스 비스트)이다. 후자의 경우 일본 괴수영화 등에 나오는 괴수를 한정하여 부르는 표현이다.

## 같이 보기
- 고지라
- 가메라
- 킹콩
- 퍼시픽 림